# Ilyas Suleimenov
Ilyas Suleimenov est un boxeur kazakh né le 21 décembre 1990 à Yegindykol.

## Carrière
Sa carrière amateur est marquée par une médaille d'argent aux championnats d'Asie d'Incheon en 2011 dans la catégorie poids mouches.

## Palmarès

### Jeux olympiques
- Qualifié pour les Jeux de 2012 à Londres, Royaume-Uni

### Championnats d'Asie de boxe amateur
- Médaille d'argent en -52 kg en 2011 à Incheon, Corée du Sud